# Мирошниченко, Лидия Моисеевна
Лидия Моисеевна Мирошниченко (1920 — не ранее 1950) — советская шахматистка. По специальности — врач.
В 1946 году заняла 1-е место во всесоюзном чемпионате спортивного общества «Медик». В полуфинале первенства РСФСР (1950) заняла 1-е место. На первенстве города Ростова-на-Дону (1950) поделила 1-е место. Участвовала в 4-х полуфиналах СССР (7-й, 8-й, 10-й и 11-й) и чемпионатах РСФСР (1949 и 1950).
В чемпионате СССР (1947/1948) выступила неудачно.

## Спортивные результаты
| Год       | Город          | Турнир                          | + | −  | = | Результат | Место |
| --------- | -------------- | ------------------------------- | - | -- | - | --------- | ----- |
| 1947/1948 | Москва         | 8-й чемпионат СССР среди женщин | 0 | 12 | 3 | 1½ из 15  | 16    |
| 1949      |                | Чемпионат РСФСР                 |   |    |   |           |       |
| 1950      | Владимир       | Полуфинал первенства РСФСР      |   |    |   | 9½ из 12  | 1     |
|           | Ростов-на-Дону | 6-й чемпионат РСФСР             | 6 | 6  | 3 | 7½ из 15  | 8—9   |